# Làguerni
Làguerni (en rus: Лагерный) és un poble (un khútor) de l'óblast de Rostov, a Rússia, segons el cens del 2010 tenia 57 habitants, pertany al municipi de Kàmennaia Balka.